# Pedrinho (labdarúgó, 1957)
Pedro Luís Vicençote, ismertebb nevén Pedrinho (Santo André, 1957. október 22. –) brazil válogatott labdarúgó.

## Pályafutása

### Klubcsapatban
1977 és 1981 között a Palmeirasban játszott. 1981 és 1983 között a Vasco da Gama játékosa volt, melynek színeiben három 1982-ben Carioca (Rio de Janeiro állam) bajnoki címet szerzett. 1983-ban Olaszországba igazolt a Catania csapatához, ahol két évet töltött. 1986-ban hazatért Brazíliába a Vasco da Gama együtteséhez. 1987 és 1988 között a Bangu csapatában szerepelt.

### A válogatottban
1979 és 1983 között 13 alkalommal szerepelt a brazil válogatottban és 1 gólt szerzett. Részt vett az 1979-es Copa Américán és az 1982-es világbajnokságon.

## Sikerei, díjai
Vasco da Gama
- Carioca bajnok (1):  1982